# Валентиново
Валенти́ново  (до 1948 года Юхары́-Джами́н; укр. Валентинове, крымскотат. Yuqarı Camin, Юкъары Джамин) — село в Сакском районе Крыма (согласно административно-территориальному делению России — в составе Крымского сельского поселения Республики Крым, согласно административно-территориальному делению Украины — в составе Крымского сельского совета Автономной Республики Крым).

## Население
| 2001 | 2014 |
| ---- | ---- |
| 336  | ↘253 |

Всеукраинская перепись 2001 года показала следующее распределение по носителям языка
| Язык             | Процент |
| ---------------- | ------- |
| русский          | 66.37   |
| украинский       | 16.67   |
| крымскотатарский | 15.48   |
| другие           | 1.19    |

### Динамика численности
| - 1806 год — 119 чел. - 1864 год — 75 чел. - 1900 год — 68 чел. - 1904 год — 64 чел. - 1911 год — 70 чел. - 1915 год — 38/26 чел. | - 1926 год — 60 чел. - 1939 год — 149 чел. - 1989 год — 322 чел. - 2001 год — 336 чел. - 2009 год — 393 чел. - 2014 год — 253 чел. |

## Современное состояние
На 2016 год в Валентиново 8 улиц; на 2009 год, по данным сельсовета, село занимало площадь 68,4 гектара, на которой в 115 дворах числилось 393 жителя, работает фельдшерско-акушерский пункт, Валентиново связано автобусным сообщением с Саками и соседними населёнными пунктами.

## География
Валентиново — село на востоке района, в степном Крыму, высота центра села над уровнем моря — 83 м. Соседние сёла: в 2,5 км на северо-запад — Яркое, в 2 км на север — Игоревка и в 4,5 км на восток — Степное. Расстояние до райцентра — около 27 километров (по шоссе), ближайшая железнодорожная станция Яркая (на линии Остряково — Евпатория) — в 5 км. Транспортное сообщение осуществляется по региональной автодороге 35Н-479 Яркое — Степное (по украинской классификации С-0-11231).

## История
Первое документальное упоминание села встречается в Камеральном Описании Крыма… 1784 года, судя по которому, в последний период Крымского ханства Юкары Егирмен входил в Каракуртский кадылык Бахчисарайского каймаканства. После присоединения Крыма к России (8) 19 апреля 1783 года, (8) 19 февраля 1784 года, именным указом Екатерины II сенату, на территории бывшего Крымского Ханства была образована Таврическая область и деревня была приписана к Евпаторийскому уезду. После Павловских реформ, с 1796 по 1802 год, входила в Акмечетский уезд Новороссийской губернии. По новому административному делению, после создания 8 (20) октября 1802 года Таврической губернии, Юхары-Джамин был включён в состав Тулатской волости Евпаторийского уезда.
По Ведомости о волостях и селениях, в Евпаторийском уезде с показанием числа дворов и душ… от 19 апреля 1806 года, в деревне Юкары—Джагамин числилось 28 дворов, 113 крымских татар и 6 ясыров. На военно-топографической карте генерал-майора Мухина 1817 года деревня Джаамын юкары обозначена с 28 дворами. После реформы волостного деления 1829 года Юкары Джамен, согласно «Ведомости о казённых волостях Таврической губернии 1829 года» отнесли к Темешской волости (переименованной из Тулатской). На карте 1842 года в Юхары-Джамине обозначено 30 дворов.
В 1860-х годах, после земской реформы Александра II, деревню приписали к Сакской волости. Согласно «Памятной книжке Таврической губернии за 1867 год», деревня Юхары Джамин была покинута жителями в 1860—1864 годах, в результате эмиграции крымских татар, особенно массовой после Крымской войны 1853—1856 годов, в Турцию и вновь заселена татарами.
В «Списке населённых мест Таврической губернии по сведениям 1864 года», составленном по результатам VIII ревизии 1864 года, Юхары-Джамин — владельческая татарская деревня, с 15 дворами, 75 жителями и мечетью при колодцах, с примечанием, что на военно-топографической карте селение показано в Симферопольском уезде (а трехверстовой карте Шуберта 1865—1876 года в деревне Юхары-Джамин обозначены 16 дворов).
Согласно энциклопедическому словарю «Немцы России», в 1882 году 565 десятин земли, видимо окончательно опустевшей деревни, были приобретены в собственность немцами-лютеранами, выходцами из беловежских колоний, основавшими поселение под названием Айлянма, или Мергенталер (нем. Mergenthaler). На верстовой карте 1890 года в деревне Юхари-Джамин (или Кроненталь — такое название более не встречается, возможно, ошибка топографов) обозначено 7 дворов с немецким населением, а в «…Памятной книжке Таврической губернии на 1892 год», на хуторе Юхары-Джамин, входившем в Юхары-Джаминский участок, жителей и домов не числилось.
Земская реформа 1890-х годов в Евпаторийском уезде прошла после 1892 года, в результате Юхары-Джамин приписали к Камбарской волости. По «…Памятной книжке Таврической губернии на 1900 год» на хуторе Айлянша (употреблено такое название, как вариант от Айлянма) числилось 68 жителей в 11 дворах, в 1904 году, по энциклопедическому словарю «Немцы России» — 64 человека, в 1911 — 70. На 1914 год в селении действовала лютеранская земская школа. По Статистическому справочнику Таврической губернии. Ч.II-я. Статистический очерк, выпуск пятый Евпаторийский уезд, 1915 год, в деревне Айлянма (она же Юхары-Джамин) Камбарской волости Евпаторийского уезда числилось 9 дворов (6 дворов с землёй, 3 — безземельные) с немецким населением в количестве 38 человек приписных жителей и 26 — «посторонних», из которых 38 мужчин и 26 женщин. Жители владели 1324 десятинами удобной земли. В хозяйствах имелось 139 лошадей, 110 волов, 52 коровы и 40 голов мелкого скота.
После установления в Крыму Советской власти, по постановлению Крымревкома от 8 января 1921 года была упразднена волостная система и село включили в состав вновь созданного Сарабузского района Симферопольского уезда, а в 1922 году уезды получили название округов. 11 октября 1923 года, согласно постановлению ВЦИК, в административное деление Крымской АССР были внесены изменения, в результате которых был ликвидирован Сарабузский район и образован Симферопольский и село включили в его состав. Согласно Списку населённых пунктов Крымской АССР по Всесоюзной переписи 17 декабря 1926 года, в селе Юхары-Джамин, в составе упразднённого к 1940 году, Камбарского сельсовета Симферопольского района, числилось 12 дворов, все крестьянские, население составляло 60 человек. В национальном отношении учтено: 46 немцев, 3 русских, 7 украинцев, 4 татар. Постановлением президиума КрымЦИК от 26 января 1935 года «Об образовании новой административной территориальной сети Крымской АССР» был создан Сакский район и село передали в его состав. По данным всесоюзная перепись населения 1939 года в селе проживало 149 человек. Вскоре после начала Великой Отечественной войны, 18 августа 1941 года крымские немцы были выселены, сначала в Ставропольский край, а затем в Сибирь и северный Казахстан.
После освобождения Крыма от фашистов, 12 августа 1944 года было принято постановление № ГОКО-6372с «О переселении колхозников в районы Крыма», по которому в район из Курской и Тамбовской областей РСФСР в район переселялись 8100 колхозников, а в начале 1950-х годов последовала вторая волна переселенцев из различных областей Украины. С 25 июня 1946 года Юхары-Джамин в составе Крымской области РСФСР.
Указом Президиума Верховного Совета РСФСР от 18 мая 1948 года, Юхары-Джамин переименовали в Валентиново. 26 апреля 1954 года Крымская область была передана из состава РСФСР в состав УССР. Время включения в состав Симферопольского района пока не установлено: на 15 июня 1960 года село числилось в его составе в Крымском сельсовете (созданном 13 апреля 1960 года). На 1 января 1968 года село, вместе с советом, в Сакском районе. По данным переписи 1989 года в селе проживало 322 человека. С 12 февраля 1991 года село в восстановленной Крымской АССР, 26 февраля 1992 года переименованной в Автономную Республику Крым. С 21 марта 2014 года в составе Крыма аннексировано Россией.